# NASA/IPAC Extragalactic Database
NASA/IPAC Extragalactic Database (NED) は、銀河・銀河団・活動銀河核などの天の川銀河の外にある天体に関する天文学的情報を照合し、相互に関連付けた天文学者向けオンライン天文データベースである。1980年代後半にパサデナの2人の天文学者、George Helou と Barry F. Madoreによって創設された。NASAの資金提供を受け、NASAとの契約の下、カリフォルニア工科大学構内にある Infrared Processing and Analysis Center (IPAC) によって運営されている。
NEDは、天の川銀河外の天体についてガンマ線から電波に至るまでの全周波数の電磁波の観測データを包括したデータベースであり、数百もの大規模な天体調査と数万の研究出版物から統合された情報の体系的かつ継続的な融合を提供している。
2023年11月時点で、NEDには11億件の天体、1500万件の赤方偏移、139億件の測光データ、6.09億件の測定された直径、15万件以上の天体の赤方偏移で算出された距離、23万件の天体に対する50万件の詳細な分類、250万件の画像、9.2万件の論文要約が収録されている。